# Rebecca de Guarna
Rebecca de Guarna, flor. 1200, var en italiensk fysiker, kirurg och författare. Hon är en av de få kvinnliga läkare som är kända från medeltiden.
Rebecca de Guarna tillhörde samma salerniska familj som prästen, läkaren och historikern Romuald. Hon studerade vid Salernos universitet, och var en av mycket få kvinnliga studenter i sin samtid. Hon var en av Damerna i Salerno.
Hon är författare till De urinis (om urin), De febrius (om feber) och De embrione (om embryot). Hennes avhandling De urinis behandlade metoden att diagnostisera sjukdom genom urinprov.